# Marie Thérèse de Bourbon
Marie Thérèse de Bourbon (n. 1 februarie 1666, Hôtel de Condé⁠(d), Paris, Regatul Franței – d. 22 februarie 1732, Paris, Regatul Franței) a fost fiica lui Henri Jules, Prinț de Condé și a prințesei bavareze Anne Henriette. Ca membră a casei regale Casa de Bourbon, a fost prințesă de sânge. Ea împreună cu soțul ei au fost monarhi titulari ai Poloniei în 1697.

## Biografie
Marie Thérèse de Bourbon s-a născut la Hôtel de Condé din Paris la 1 februarie 1666 ca fiică a lui Henri Jules, Prinț de Condé, atunci Duce de Bourbon și a soției acestuia, Anne Henriette de Bavaria. A fost numită după soția regelui Ludovic al XIV-lea.
Din partea tatălui, ea era descendentă din casa regală franceză de Bourbon iar din partea mamei, din regalitatea engleză și Casa de Nassau. La naștere a primit titlul onorific de Mademoiselle de Bourbon.
În 1685, fratele ei mai mare, Louis de Bourbon, Duce de Bourbon (mai târziu Prinț de Condé), s-a căsătorit cu fiica naturală și recunoscută a regelui Ludovic al XIV-lea, Louise Françoise de Bourbon;
În 1692, sora ei, Anne Louise Bénédicte de Bourbon, s-a căsătorit cu cumnatul fratelui lor, Ducele de Maine;
În 1718, sora ei, Marie Anne de Bourbon, s-a căsătorit cu Ducele de Vendôme, un strănepot al regelui Henric al IV-lea al Franței.
Ea trebuia să se căsătorească cu prințul italian Emmanuel Philibert de Savoia. La acest plan s-a opus Ludovic al XIV-lea al Franței care dorea ca Emmanuel Philibert să se căsătorească cu o prințesă franceză, acordându-i poziția de moștenitor al Ducatului de Savoia. Mai târziu el s-a căsătorit cu Maria Angela Caterina d'Este, fiica generalului Borso d'Este.
La 22 ianuarie 1688, la Palatul Versailles, Marie-Thérèse s-a căsătorit cu François Louis, Prinț de Conti, șeful Casei de Bourbon-Conti. Mireasa era îndrăgostită de soțul ei însă atenția lui era îndreptată în altă parte. Era bine cunoscut la curte că avea o relație cu cumnata soției sale, Ducesa de Bourbon, și de asemenea se spunea despre tendințele lui homosexuale.

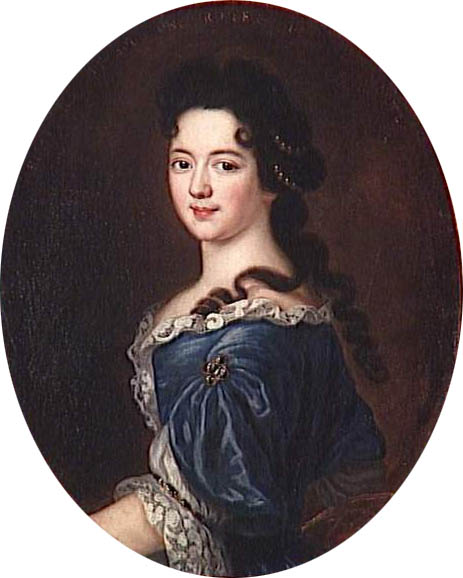
Prințesa de Conti, 1691

În 1697, Ludovic al XIV-lea a oferit tronul Poloniei soțului Mariei Thérèse. Prințul de Conti a plecat în Polonia pentru a inspecta posibilul său nou regat în timp ce soția lui a rămas în Franța; între timp Prințesa de Conti a devenit regină titulară a Poloniei iar soțul ei rege. Prin votul exprimat de poporul polonez, soțul ei era cel mai popular candidat însă când a ajuns la Gdańsk, a constatat că August al II-lea a luat puterea și s-a întors în Franța.
În 1709, soțul ei a murit la Paris. După decesul lui, Marie Thérèse și-a îndreptat atenția către renovarea reședinței Conti, Hôtel de Conti (numit și Palatul Conti). A încredințat lucrarea arhitectului Robert de Cotte, prim arhitect al regelui.
În 1713, fiica ei Marie Anne s-a căsătorit cu Louis Henri, Duce de Bourbon, fiul fostei metrese a soțului ei, Prințesa de Condé (fosta Ducesă de Bourbon). În aceeași zi, la Versailles, într-o dublă ceremonie, fiul ei, noul Prinț de Conti, s-a căsătorit cu un alt copil al Prințesei de Condé, Louise Élisabeth de Bourbon, care a preluat titlul pe care Marie Thérèse l-a deținut timp de aproape 30 de ani. În 1720, fiica ei Marie Anne a murit la Paris.
Marie Thérèse a murit la 22 februarie 1732 la Hôtel de Conti. După decesul ei, fiul său s-a mutat în alt palat din Paris; mai târziu l-a dăruit cumnatului său Ducele de Maine care l-a demolat.
Stră-strănepotul ei a fost Louis-Philippe al Franței, ultimul rege al Franței.